# Lycosoides parva
Lycosoides parva är en spindelart som först beskrevs av Denis 1954.  Lycosoides parva ingår i släktet Lycosoides och familjen trattspindlar.
Artens utbredningsområde är Marocko. Inga underarter finns listade i Catalogue of Life.